# Регіна Шепф
Регіна Шепф  (нім. Regina Schöpf, 16 вересня 1935) — австрійська гірськолижниця, олімпійська медалістка.

## Виступи на Олімпіадах
| Олімпіада              | Дисципліна         | Місце |
| ---------------------- | ------------------ | ----- |
| Кортіна д'Ампеццо 1956 | гігантський слалом | 9     |
| Кортіна д'Ампеццо 1956 | слалом             | 2     |